# Czarzyzna
Czarzyzna – wieś sołecka w Polsce, położona w województwie świętokrzyskim, w powiecie staszowskim, w gminie Łubnice.
| SIMC    | Nazwa          | Rodzaj    |
| ------- | -------------- | --------- |
| 0798469 | Pod Budziskami | część wsi |
| 0798475 | Połać          | część wsi |
| 0798481 | Za Mostem      | część wsi |
| 0798498 | Za Rzeką       | część wsi |

W 1565 roku wieś w powiecie wiślickim województwa sandomierskiego kupił od Olbrachta Łaskiego kasztelan rawski Stanisław Wolski. Wieś Czarysz wchodziła w 1662 roku w skład majętności łubnickiej Łukasza Opalińskiego.
W latach 1954–1961 wieś należała i była siedzibą władz gromady Czarzyzna, po jej zniesieniu w gromadzie Łubnice. W latach 1975–1998 miejscowość administracyjnie należała do województwa tarnobrzeskiego.